# Landesbibliothekszentrum Rheinland-Pfalz

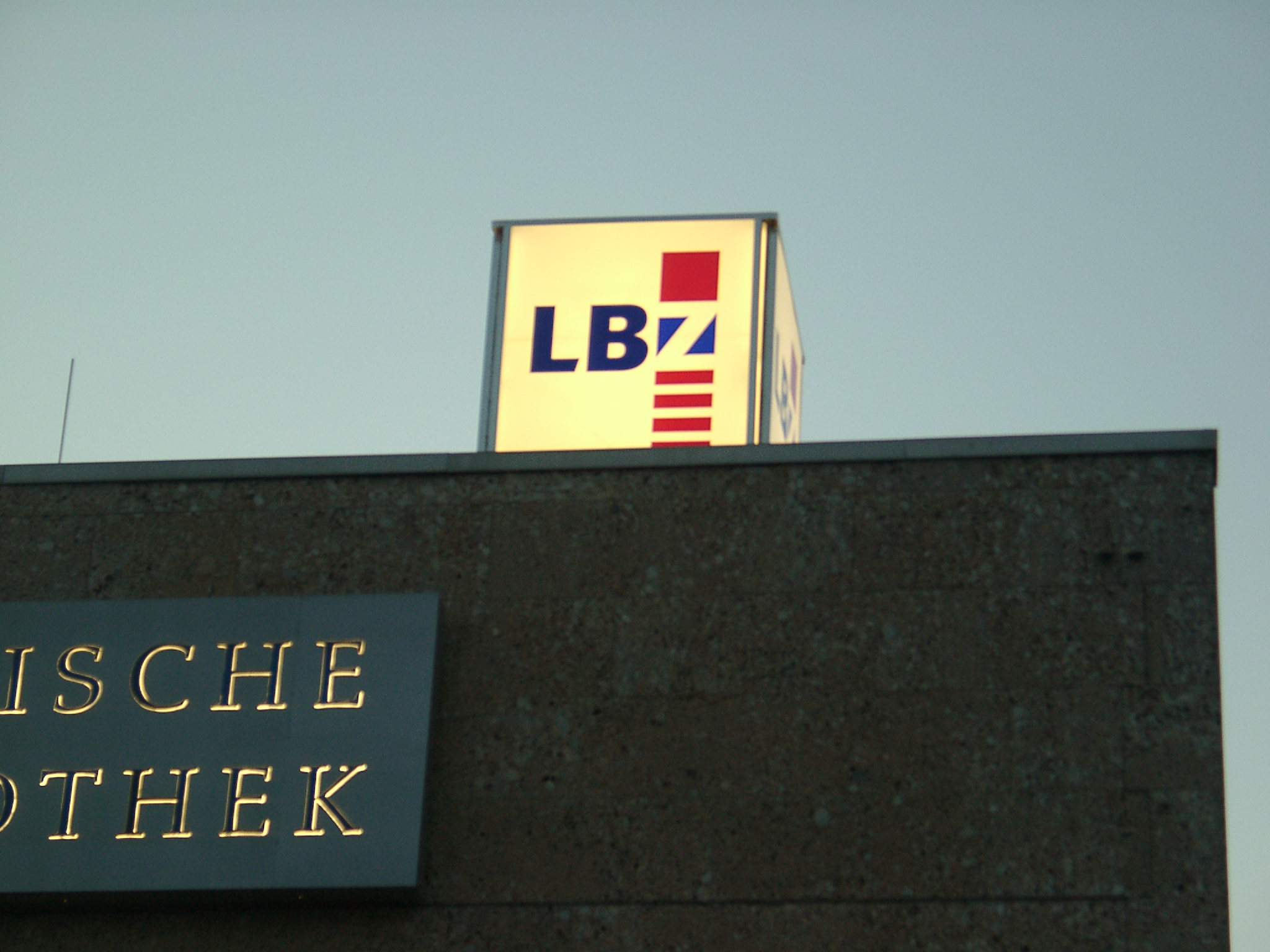
Logo auf dem Dach der Rheinischen Landesbibliothek

Das Landesbibliothekszentrum Rheinland-Pfalz (LBZ) ist eine bibliothekarische Dienstleistungseinrichtung. Das LBZ entstand am 1. September 2004 durch Verschmelzung von bis dahin selbständigen Landeseinrichtungen:
- Rheinische Landesbibliothek Koblenz
- Pfälzische Landesbibliothek Speyer
- Bibliotheca Bipontina Zweibrücken
- Büchereistelle Koblenz, früher: Landesbüchereistelle Rheinland-Pfalz Koblenz (1948/1949 als „Staatliche Landesfachstelle für das öffentliche Büchereiwesen“ gegründet)
- Büchereistelle Neustadt, früher: Staatliche Büchereistelle Rheinhessen-Pfalz Neustadt an der Weinstraße

Es ist eine dem Ministerium für Bildung, Wissenschaft, Weiterbildung und Kultur unmittelbar nachgeordnete staatliche Behörde des Landes Rheinland-Pfalz.

## Aufgaben
Das Landesbibliothekszentrum übernimmt für das Land Rheinland-Pfalz landesbibliothekarische Aufgaben.
Insbesondere übernimmt das LBZ mit seinen wissenschaftlichen Einrichtungen die Funktion einer Landesbibliothek für das Land Rheinland-Pfalz. Zu seinen Aufgaben gehören die Vermittlung allgemeiner und wissenschaftlicher Informationen, die Erstellung und Bereitstellung der Landesbibliografie sowie anderer landeskundlicher Verzeichnisse, die Sammlung, Erschließung und Bewahrung von Veröffentlichungen mit Landesbezug, die Pflege und Erhaltung historischer Handschriften-, Buch- und Medienbestände sowie unterstützende, planerische und koordinierende Aufgaben in Absprache mit Bibliotheken kommunaler, kirchlicher und anderer Träger in Rheinland-Pfalz.
Die Landesbüchereistelle im LBZ hat die Aufgabe, die Träger und das Personal der öffentlichen Bibliotheken, der Schulen und der Kindertagesstätten in allen bibliotheksfachlichen Fragen zu beraten und zu unterstützen, zentrale Dienstleistungen und Fortbildungen anzubieten sowie Projekte und andere landesweite Fördermaßnahmen zu planen und zu koordinieren.
Das LBZ ist Herausgeber der Fachzeitschrift bibliotheken heute.
Seit Anfang 2008 bietet das Digitalisierungsportal dilibri einen gemeinsamen Zugriff auf landeskundliche Werke zu Rheinland-Pfalz und auf Bestände rheinland-pfälzischer Bibliotheken.